# Попов Вячеслав Васильович
Попов Вячеслав Васильович (24 серпня 1937, Херсон) — український скульптор, медальєр.

## Життєпис коротко
Народився у місті Херсоні 24 серпня 1937 року. Первісну освіту отримав в школі міста Запоріжжя. Художню освіту опановував в Дніпропетровському художньому училищі, скульптурний факультет.
Член Спілки художників України. Брав участь в закордонних, вітчизняних і місцевих виставках. Пам'ятні медалі Вячеслава Попова зберігають музей Ермітаж, музей Т. Г. Шевченка (Київ), музей заповідник «Чигирин», Державний історичний музей (Москва), Історичний музей (Суми), Музеї медалі м. Лейден (Нідерланди), Французький монетний двір (Париж), низка приватних зібрань

## Вибрані медалі
- «Леонардо да Вінчі»
- «Quo vadis?»
- «Врубель Михайло Олександрович»
- «Марк Шагал»
- «Лелека» (принесе дитину)
- «Марчук Іван Степанович», український художник
- «Марсель Марсо», французький актор, мім
- «Новаківський Олекса Харлампійович», український художник
- «Гоголь Микола Васильович»
- «Пабло Пікассо»
- «Сальвадор Далі»
- «Memento — 3»
- «Лучано Паваротті», італійський оперний співак
- «Астрід Ліндгрен»